# Tommy Ladnier
Thomas J. Ladnier (Florenceville (Louisiana), 28 mei 1900 - New York, 4 juni 1939) was een Amerikaanse jazztrompettist.

## Carrière
Als jeugdige ging hij spoedig naar New Orleans, de bakermat van de jazz. Zoals vele jonge muzikanten van zijn generatie verliet hij in 1917 de stad na de sluiting van het amusements-stadsdeel Storyville om carrière te maken in de metropool Chicago. Daar ging hij verder met zijn stijl te vormen volgens Bunk Johnson en King Oliver en nam hij in 1923 voor de eerste keer deel aan plaatopnamen met onder andere Ida Cox, Monette Moore, Jelly Roll Morton en Ollie Powers.
In hetzelfde jaar verhuisde Ladnier naar New York om zich te voegen bij de bigband van Fletcher Henderson. Boven deze buitengewoon fameuze verbintenis vond hij in 1925 zijn weg in de elfkoppige band van de pianist Sam Wooding, die zich tot dit moment klaarmaakten om de revue Chocolate Kiddies te begeleiden tijdens diens Europese tournee. Gedurende het Berlijn-gastspel behoorde onder andere ook de jonge Alfred Lion, de latere oprichter van het stijlvormende label Blue Note Records.
Tijdens het verloop van de late jaren 1920 en 1930 speelde Ladnier afwisselend in de bands van Henderson, Wooding en Noble Sissle, waarmee hij steeds weer in Europa te gast was. Daarbij ontstonden ook opnamen voor Swing Records. Zijn grootste muzikale en commerciële successen vierde hij echter midden jaren 1930 met de New Orleans Feetwarmers, die hij samen met de saxofonist/klarinettist Sidney Bechet leidde.

## Overlijden
Tommy Ladnier overleed op 4 juni 1939 op 39-jarige leeftijd in New York aan de gevolgen van een hartinfarct.
- Bibliothèque nationale de France: cb13896244f (data)
- Catàleg d'autoritats de noms i títols de Catalunya: 981058510955506706
- Gemeinsame Normdatei: 142937126
- International Standard Name Identifier: 0000 0001 0655 0474
- Library of Congress Control Number: n85068363
- MusicBrainz: 04ce08d7-1f21-4ada-90b3-3089554b9b3d
- Nationale Bibliotheek van Tsjechië: ola2002157571
- Nationale Bibliotheek van Israël: 987007319422205171
- SNAC: w6v70593
- Système universitaire de documentation: 170392651
- Virtual International Authority File: 76500605
- WorldCat: E39PBJvRWbBQ6WYgxtXVFFtxjC